# Cangrejeros de Santurce
Uniformes
Cangrejeros de Santurce est un club portoricain de baseball évoluant en LBPPR. Fondé en 1938, le club basé dans le quartier de Santurce à San Juan dispute ses matchs à domicile à l'Estadio Hiram Bithorn, enceinte de 18 000 places assises.

## Histoire

Ancien logo

Le club est fondé en 1939. Champions de Porto Rico pour la première fois en 1951, les Cangrejeros remportent la Série des Caraïbes 1951 dans la foulée, devenant le premier club portoricain à remporter ce titre. Entre 1951 et 2000, le club gagne 12 titres nationaux et cinq éditions de la Série des Caraïbes. L'équipe de référence est celle alignée en 1954-1955, avec notamment Willie Mays et Roberto Clemente.
De 2004 à 2007, le club est délocalisé à Manatí sous le nom d'Atenienses de Manatí à la suite d'une chute importante des affluences enregistrées à San Juan. Le club retrouve son nom, son stade et ses supporters en 2008. Le club n'est pas aligné en 2009-2010.

## Palmarès
- Champion de Porto Rico (16) : 1951, 1953, 1955, 1959, 1962, 1965, 1967, 1971, 1973, 1991, 1993, 2000, 2015, 2016, 2019, 2020.
- Série des Caraïbes (5) : 1951, 1953, 1955, 1993, 2000.